# Nguyên thủ quốc gia
- Sergio Mattarella, Tổng thống Ý
- Salman của Ả Rập Xê Út, Vua Ả Rập Xê Út
- Alberto Fernández, Tổng thống Argentina

- Joe Biden, Tổng thống Hoa Kỳ
- Charles III, Quốc vương Anh
- Vladimir Vladimirovich Putin, Tổng thống Nga

- Abdel Fattah el-Sisi, Tổng thống Ai Cập
- Emmanuel Macron, Tổng thống Pháp
- Cyril Ramaphosa, Tổng thống Nam Phi

- Jair Bolsonaro, Tổng thống Brazil
- Naruhito, Thiên hoàng Nhật Bản
- Frank-Walter Steinmeier, Tổng thống Đức

- Giáo hoàng Phanxicô, Giáo hoàng
- Miguel Díaz-Canel Bermúdez, Bí thư thứ nhất, Chủ tịch Cuba
- David Hurley, Toàn quyền Úc

- Yoon Suk-yeol, Tổng thống Hàn Quốc
- Joko Widodo, Tổng thống Indonesia
- Halimah Yacob, Tổng thống Singapore

Nguyên thủ quốc gia là người đứng đầu một quốc gia.
Trong một số quốc gia, nguyên thủ kiêm trách nhiệm đứng đầu cơ quan hành pháp. Tuy nhiên, hiện nay ngoài một vài nguyên thủ quốc gia như Tổng thống Hoa Kỳ, Tổng thống Indonesia,… cũng là người đứng đầu chính phủ, hầu hết các nguyên thủ quốc gia khác chỉ giữ một chức vụ danh dự với những quyền lực hạn chế như đại diện quốc gia trong các nghi lễ quan trọng, phong thưởng các tước hàm cao cấp, kí các sắc lệnh và tuyên bố tình trạng chiến tranh.

## Thể chế hiến pháp
Một quốc gia độc lập thông thường có một nguyên thủ quốc gia và quyết định phạm vi quyền hành pháp hoặc các chức năng đại diện chính thức của nguyên thủ đó. Theo quy định về nghi thức, nguyên thủ của một quốc gia độc lập và có chủ quyền thường được xác định là người mà, theo hiến pháp của quốc gia đó, là quân vương trị vì trong trường hợp chế độ quân chủ, hoặc tổng thống trong trường hợp cộng hoà.
Trong các hiến pháp nhà nước (luật cơ bản) thiết lập các hệ thống chính trị khác nhau, có thể chia nguyên thủ quốc gia thành bốn loại chính:
1. Thể chế đại nghị, với hai mô hình nhỏ được chia ra: 
  1. Thể chế tiêu chuẩn, trong đó nguyên thủ quốc gia, về mặt lí thuyết, nắm giữ các quyền hành pháp quan trọng, nhưng quyền lực này được thực thi dựa trên sự tham vấn bắt buộc của người đứng đầu chính phủ (ví dụ: Vương quốc Anh, Ấn Độ, Đức).
  2. Thể chế phi hành pháp, trong đó nguyên thủ quốc gia không có hoặc chỉ nắm giữ rất ít quyền hành pháp, chủ yếu đảm nhận vai trò nghi lễ và mang tính biểu tượng (ví dụ: Thuỵ Điển, Nhật Bản, Israel).
2. Thể chế bán tổng thống, trong đó nguyên thủ quốc gia chia sẻ các quyền hành pháp quan trọng với người đứng đầu chính phủ hoặc nội các (ví dụ: Nga, Pháp).
3. Thể chế tổng thống, trong đó nguyên thủ quốc gia cũng là người đứng đầu chính phủ và nắm giữ mọi quyền hành pháp (ví dụ: Hoa Kỳ).

Trong một đơn vị liên bang hoặc một lãnh thổ phụ thuộc, vai trò tương tự được thực hiện bởi người đảm nhiệm chức vụ tương ứng với nguyên thủ quốc gia. Ví dụ, tại mỗi tỉnh của Canada, vai trò này do phó thống đốc đảm nhận, trong khi ở hầu hết các Lãnh thổ hải ngoại thuộc Anh, quyền hạn và nhiệm vụ thuộc về thống đốc. Điều này cũng áp dụng cho các bang của Úc, các bang của Ấn Độ, v.v. Chẳng hạn, văn bản Luật Cơ bản của Hồng Kông quy định người đứng đầu cơ quan hành pháp là lãnh đạo của đặc khu hành chính, đồng thời giữ vai trò là người đứng đầu chính phủ. Tuy nhiên, những người đứng đầu nhà nước phi chủ quyền này thường có vai trò hạn chế hoặc không có vai trò trong các vấn đề ngoại giao, tuỳ thuộc vào tình trạng, các quy định, cũng như thông lệ của các lãnh thổ liên quan.

### Thể chế đại nghị
Mô hình chuẩn
Trong thể chế đại nghị, nguyên thủ quốc gia thường mang tính biểu tượng, trong khi quyền hành pháp thực tế thuộc về người đứng đầu chính phủ và nội các – những người chịu trách nhiệm trước cơ quan lập pháp. Để duy trì quyền lực, người đứng đầu chính phủ phải được sự ủng hộ của đa số nghị viện; ngược lại, cơ quan lập pháp có quyền bỏ phiếu bãi nhiệm chính phủ hoặc buộc giải tán nghị viện. Cơ chế này đảm bảo hành pháp chịu trách nhiệm hiến định trước lập pháp, đồng thời duy trì tính hợp pháp trong việc tư vấn và thực thi quyết định thay mặt nguyên thủ quốc gia.
Trong chế độ quân chủ lập hiến, tính hợp pháp của nguyên thủ quốc gia không thông qua bầu cử thường xuất phát từ sự chấp thuận mặc nhiên của nhân dân thông qua các đại diện được bầu cử. Ví dụ, trong Cách mạng Vinh quang, Nghị viện Anh đã thực hiện thẩm quyền của mình để bổ nhiệm các Quốc vương Mary II và William III làm đồng quân vương. Tương tự, việc thoái vị của Edward VIII yêu cầu sự phê chuẩn từ mỗi trong sáu Vương quốc Thịnh vượng chung nơi ông trị vì. Trong các chế độ quân chủ có hiến pháp thành văn, vai trò quốc chủ được thiết lập theo quy định của hiến pháp và có thể bị bãi bỏ thông qua quy trình dân chủ để sửa đổi hiến pháp. Tuy nhiên, trong nhiều trường hợp, các quy trình sửa đổi này phải đối mặt với những rào cản thủ tục nghiêm ngặt, như được quy định trong Hiến pháp Tây Ban Nha.
Ngược lại, ở các nước cộng hoà nghị viện (như Ấn Độ, Đức, Áo, Ý và Israel), nguyên thủ quốc gia thường mang danh hiệu tổng thống. Chức năng của tổng thống trong các hệ thống này phần lớn mang tính nghi lễ và tượng trưng, khác biệt rõ rệt so với vai trò của tổng thống trong các chế độ tổng thống hoặc bán tổng thống, nơi tổng thống thường nắm giữ quyền hành pháp đáng kể.
Có nhiều biến thể về vai trò của nguyên thủ quốc gia trong thể chế đại nghị. Các hiến pháp lâu đời thường trao cho nguyên thủ quốc gia quyền hạn lớn hơn trong việc thực thi quyền lực. Một số hệ thống đại nghị lâu đời thực chất trao quyền tương tự chế độ tổng thống hoặc bán tổng thống, đôi khi thiếu nguyên tắc dân chủ hiện đại như trách nhiệm giải trình trước quốc hội. Thực tế, quân chủ thường có quyền tuyên chiến mà không cần sự chấp thuận của quốc hội
Ví dụ, theo hiến pháp năm 1848 của Vương quốc Sardinia, và sau đó là Vương quốc Ý, bản Statuto Albertino, việc quốc hội phê chuẩn chính phủ do quân chủ bổ nhiệm chỉ là thông lệ, chứ không phải là yêu cầu bắt buộc theo quy định của pháp luật.
Ví dụ về các nguyên thủ quốc gia trong thể chế đại nghị sử dụng quyền lực lớn hơn bình thường, hoặc do hiến pháp không rõ ràng hoặc trong tình huống khủng hoảng hiến pháp, bao gồm quyết định của Vua Leopold III của Bỉ về việc đầu hàng quân đội Đức xâm lược vào năm 1940 thay mặt cho quốc gia của ông, trái với ý muốn của chính phủ. Cho rằng trách nhiệm của ông đối với quốc gia, theo lời thề đăng quang, yêu cầu ông hành động, ông tin rằng quyết định của chính phủ ông là sai lầm khi chọn chiến đấu thay vì đầu hàng, và sẽ gây tổn hại cho Bỉ. (Quyết định của Leopold gây ra tranh cãi lớn. Sau Thế chiến II, Bỉ đã tổ chức một cuộc trưng cầu dân ý để cho phép ông tiếp tục quyền lực và nghĩa vụ quân vương, nhưng do sự tranh cãi kéo dài, ông cuối cùng đã thoái vị.) Cuộc khủng hoảng hiến pháp của Bỉ vào năm 1990, khi nguyên thủ quốc gia từ chối kí vào một dự luật cho phép phá thai, đã được giải quyết khi nội các nắm quyền công bố luật này trong khi ông bị coi là "không thể trị vì" trong suốt hai mươi bốn giờ.

### Thể chế phi điều hành
Nguyên thủ quốc gia hoàn toàn bị loại trừ khỏi quyền hành pháp: Họ không sở hữu bất kì quyền lực hành pháp lí thuyết nào hoặc vai trò nào, ngay cả về mặt hình thức, trong chính phủ. Do đó, các chính phủ của các quốc gia này không được gọi theo kiểu truyền thống của các nguyên thủ quốc gia trong mô hình nghị viện như His/Her Majesty's Government hoặc His/Her Excellency's Government. Trong phạm vi chung này, có thể tồn tại các biến thể về quyền hạn và chức năng.
Hiến pháp Nhật Bản (日本国憲法, Nihonkoku-Kenpō) được soạn thảo dưới sự chiếm đóng của Đồng minh sau Thế chiến II và nhằm thay thế hệ thống quân phiệt và chế độ quân chủ gần như tuyệt đối trước đó bằng một hệ thống dân chủ tự do kiểu nghị viện. Hiến pháp rõ ràng trao toàn bộ quyền hành pháp cho Nội các, do Thủ tướng chủ trì (các điều 65 và 66) và chịu trách nhiệm trước Quốc hội (các điều 67 và 69). Thiên hoàng được định nghĩa trong hiến pháp là "biểu tượng của Nhà nước và sự đoàn kết của nhân dân" (điều 1), và được công nhận rộng rãi trên thế giới là nguyên thủ quốc gia của Nhật Bản. Mặc dù Thiên hoàng chính thức bổ nhiệm Thủ tướng vào chức vụ, nhưng điều 6 của hiến pháp yêu cầu ông phải bổ nhiệm ứng cử viên "theo chỉ định của Quốc hội", mà không có quyền từ chối bổ nhiệm. Thiên hoàng giữ vai trò nghi lễ, không có quyền quyết định độc lập liên quan đến việc cai trị Nhật Bản.
Kể từ khi thông qua Luật Cơ bản năm 1974 ở Thuỵ Điển, quân chủ của Thuỵ Điển không còn giữ nhiều chức năng nguyên thủ quốc gia theo mô hình nghị viện như trước đây, như trong Luật Cơ bản năm 1809. Ngày nay, Chủ tịch Riksdag (Chủ tịch Quốc hội) bổ nhiệm (sau khi có cuộc bỏ phiếu tại Riksdag) thủ tướng và chấm dứt nhiệm vụ của họ sau khi có cuộc bỏ phiếu bất tín nhiệm hoặc từ chức tự nguyện. Các thành viên Nội các được bổ nhiệm và cách chức theo quyết định duy nhất của thủ tướng. Các đạo luật và nghị định được công bố bởi hai thành viên Nội các kí chung "Thay mặt Chính phủ" và chính phủ—chứ không phải vua—là bên kí kết cao nhất đối với các hiệp ước quốc tế. Các chức năng chính thức còn lại của nguyên thủ quốc gia, theo mệnh lệnh hiến pháp hoặc theo thông lệ không thành văn, bao gồm mở phiên họp hàng năm của Riksdag, tiếp nhận các đại sứ nước ngoài và kí thư giới thiệu cho các đại sứ Thuỵ Điển, chủ trì uỷ ban tư vấn đối ngoại, chủ trì hội đồng Nội các đặc biệt khi thủ tướng mới nhậm chức và được thủ tướng thông báo về các vấn đề quốc gia.
Ngược lại, mối liên hệ duy nhất của Tổng thống Ireland với chính phủ Ireland là thông qua một buổi thông báo chính thức do Taoiseach (người đứng đầu chính phủ) cung cấp cho tổng thống. Tuy nhiên, tổng thống không có quyền truy cập vào tài liệu và mọi quyền tiếp cận các bộ trưởng đều thông qua Bộ Taoiseach. Tuy nhiên, tổng thống có quyền lực dự trữ hạn chế, chẳng hạn như chuyển một dự luật tới Toà án Tối cao để kiểm tra tính hợp hiến, quyền này được sử dụng theo quyết định của tổng thống.
Nguyên thủ quốc gia cộng hoà không hành pháp cực đoan nhất là Tổng thống Israel, người không có quyền lực dự trữ nào. Quyền lực nghi lễ ít ỏi mà tổng thống sở hữu là trao quyền thành lập chính phủ, phê chuẩn việc giải tán Knesset do thủ tướng đề nghị, và ân xá tội phạm hoặc giảm án.

### Thể chế điều hành
Một số nước cộng hoà nghị viện như Nam Phi, Botswana và Kiribati kết hợp vai trò nguyên thủ quốc gia với người đứng đầu chính phủ theo kiểu tổng thống. Tuy nhiên, tổng thống – người đứng đầu hành pháp – vẫn phụ thuộc vào tín nhiệm quốc hội như hệ thống nghị viện. Mặc dù là biểu tượng quốc gia, tổng thống chủ yếu đảm nhận vai trò tương tự thủ tướng, với điều kiện phải là thành viên của cơ quan lập pháp, tham gia phiên trả lời chất vấn và tránh bỏ phiếu bất tín nhiệm.

### Thể chế bán tổng thống
Thể chế bán tổng thống kết hợp đặc điểm của chế độ tổng thống và nghị viện, yêu cầu chính phủ chịu trách nhiệm trước cả tổng thống và quốc hội. Tại Pháp, Thủ tướng do Tổng thống bổ nhiệm nhưng phải giành được sự ủng hộ của Quốc hội; trong trường hợp Tổng thống và Quốc hội thuộc phe đối lập, hiện tượng “cùng chung quản trị” (cohabitation) xảy ra, với Tổng thống đảm nhiệm an ninh và đối ngoại, còn Thủ tướng phụ trách nội chính và kinh tế.
Một số quốc gia tiến hoá theo hướng bán tổng thống hoặc hoàn toàn tổng thống. Ví dụ, hiến pháp Cộng hoà Weimar quy định tổng thống được bầu cử phổ thông với quyền hành pháp vượt trội, lí thuyết chỉ dành cho trường hợp khẩn cấp, và nội các do tổng thống bổ nhiệm nhưng phải chịu trách nhiệm trước Reichstag. Ban đầu, tổng thống chủ yếu mang tính biểu tượng với Reichstag giữ vai trò chủ đạo, nhưng bất ổn chính trị kéo dài đã làm tăng việc sử dụng quyền khẩn cấp của tổng thống. Đến năm 1932, quyền lực chuyển giao cho Tổng thống Paul von Hindenburg, người có quyền cách chức và tự bổ nhiệm thủ tướng mà không cần sự tín nhiệm của Reichstag, dẫn đến việc bổ nhiệm Adolf Hitler làm Thủ tướng mà không tham vấn Reichstag.

### Thể chế tổng thống
Lưu ý: Trong một hệ thống chính trị kiểu "tổng thống chế", nguyên thủ quốc gia không nhất thiết phải mang chức danh "tổng thống". Thuật ngữ "tổng thống chế" được dùng để chỉ bất kì nguyên thủ quốc gia nào nắm giữ quyền hành pháp thực sự và không phụ thuộc trực tiếp vào cơ quan lập pháp để duy trì nhiệm kì.
Một số hiến pháp hoặc đạo luật cơ bản quy định rằng nguyên thủ quốc gia không chỉ mang tính biểu tượng mà còn là người đứng đầu hành pháp, hoạt động độc lập với cơ quan lập pháp. Hệ thống này, được gọi là “tổng thống chế” hoặc “mô hình đế chế”, cho phép nguyên thủ quốc gia hoàn toàn chịu trách nhiệm đối với các quan chức hành pháp, có quyền bổ nhiệm hoặc miễn nhiệm họ mà không cần tham vấn ý kiến quốc hội. Một số hệ thống tổng thống, mặc dù không yêu cầu trách nhiệm giải trình tập thể của chính phủ trước quốc hội, vẫn đòi hỏi phê duyệt cá nhân đối với các thành viên nội các và trao quyền phế truất tổng thống cho quốc hội (ví dụ, Hoa Kỳ). Trong trường hợp này, quá trình tranh luận chủ yếu tập trung vào việc xác nhận bổ nhiệm chứ không phải phê duyệt toàn bộ nội các, do đó cơ chế trách nhiệm giải trình không hoạt động như trong hệ thống nghị viện.
Các hệ thống tổng thống là một đặc điểm nổi bật của hiến pháp ở châu Mỹ, bao gồm cả hiến pháp của Argentina, Brazil, Colombia, El Salvador, Mexico và Venezuela; điều này thường được cho là do ảnh hưởng mạnh mẽ của Hoa Kỳ trong khu vực, và do Hiến pháp Hoa Kỳ đã đóng vai trò là nguồn cảm hứng và hình mẫu cho các cuộc chiến tranh giành độc lập ở Mỹ Latinh vào đầu thế kỉ 19. Hầu hết các tổng thống ở các quốc gia này được lựa chọn bằng các phương tiện dân chủ (bầu cử trực tiếp hoặc gián tiếp phổ thông); tuy nhiên, giống như tất cả các hệ thống khác, mô hình tổng thống cũng bao gồm những người trở thành nguyên thủ quốc gia bằng các phương tiện khác, đặc biệt là thông qua chế độ độc tài quân sự hoặc đảo chính, như thường thấy ở Mỹ Latinh, Trung Đông và các chế độ tổng thống khác. Một số đặc điểm của hệ thống tổng thống, chẳng hạn như một nhân vật chính trị mạnh mẽ, chiếm ưu thế với một cơ quan hành pháp chịu trách nhiệm trước họ, chứ không phải cơ quan lập pháp, cũng có thể được tìm thấy trong các chế độ quân chủ chuyên chế, quân chủ lập hiến và chế độ một đảng (ví dụ: Cộng sản), nhưng trong hầu hết các trường hợp độc tài, các mô hình hiến pháp được tuyên bố của họ chỉ được áp dụng trên danh nghĩa chứ không phải trong lí thuyết hoặc thực tiễn chính trị.

### Thể chế đơn đảng
Tại một số nhà nước Mác - Lênin (dưới ảnh hưởng của Liên Xô và các cộng hoà Xô viết), quyền lực thực sự tập trung vào đảng duy nhất hợp pháp, không tồn tại chức danh nguyên thủ quốc gia chính thức. Thay vào đó, người đứng đầu cơ quan lập pháp được xem là nguyên thủ quốc gia về mặt cá nhân. Ở Liên Xô, vị trí này mang các tước hiệu như Chủ tịch Uỷ ban Chấp hành Trung ương, Chủ tịch Đoàn Chủ tịch Xô viết Tối cao, hoặc Chủ tịch Ban Chấp hành Trung ương Đảng (đối với Nga Xô viết giai đoạn 1956–1966), và có thể không do nhà lãnh đạo de facto nắm giữ – như trường hợp Nikita Khrushchev, vốn không đứng đầu Xô viết Tối cao nhưng giữ chức Bí thư Thứ nhất của Đảng và Chủ tịch Hội đồng Bộ trưởng.
Tình trạng này có thể dẫn đến biến đổi thể chế, điển hình ở Triều Tiên, khi sau nhiệm kì của Kim Nhật Thành, chức vụ tổng thống bị bỏ trống và vị tổng thống quá cố được truy tặng danh hiệu “Lãnh tụ Vĩnh viễn”. Quyền lực thực tế chuyển giao cho con trai ông, Kim Chính Nhật, và chức vụ tổng thống được thay thế (từ ngày 5/9/1998) cho mục đích nghi lễ bởi Chủ tịch Đoàn Chủ tịch Hội nghị Nhân dân Tối cao, trong khi vị trí lãnh đạo đảng – Chủ tịch Uỷ ban Quốc phòng – được tuyên bố là “vị trí cao nhất của nhà nước”.
Tại Cộng hoà Nhân dân Trung Hoa, theo hiến pháp hiện hành của quốc gia, chức vụ Chủ tịch nước Cộng hoà Nhân dân Trung Hoa phần lớn mang tính nghi lễ với quyền lực hạn chế. Tuy nhiên, kể từ năm 1993, theo thông lệ, chức vụ Chủ tịch nước đồng thời do Tổng Bí thư Đảng Cộng sản Trung Quốc nắm giữ, người lãnh đạo tối cao trong hệ thống đơn đảng. Chức vụ Chủ tịch nước chính thức được coi là một thiết chế của nhà nước chứ không phải là một vị trí hành chính; về mặt lí thuyết, Chủ tịch nước phục vụ theo sự uỷ nhiệm của Đại hội Đại biểu Nhân dân Toàn quốc, cơ quan lập pháp, và không được trao quyền hợp pháp để tự mình thực hiện các hành động hành pháp.

### Vấn đề với việc phân loại
Mặc dù các phạm trù phân loại rõ ràng vẫn tồn tại, đôi khi rất khó để xác định một nguyên thủ quốc gia cụ thể thuộc về phạm trù nào. Trên thực tế, việc phân loại nguyên thủ quốc gia vào phạm trù nào được đánh giá không dựa trên lí thuyết mà dựa trên thực tiễn hoạt động của họ.
Sự thay đổi hiến pháp ở Liechtenstein vào năm 2003 đã trao cho nguyên thủ quốc gia, Vương công đương nhiệm, các quyền hiến định bao gồm quyền phủ quyết đối với luật pháp và quyền miễn nhiệm người đứng đầu chính phủ và nội các. Tương tự, các quyền ban đầu được trao cho Tổng thống Hi Lạp theo hiến pháp Cộng hoà Hi Lạp năm 1974 đã đưa Hi Lạp đến gần hơn với mô hình bán tổng thống của Pháp.
Một trường hợp phức tạp khác tồn tại ở Nam Phi, nơi Tổng thống thực chất được bầu bởi Nghị viện (cơ quan lập pháp), do đó, về nguyên tắc, tương tự như một người đứng đầu chính phủ trong hệ thống nghị viện, nhưng đồng thời, tổng thống cũng được công nhận là nguyên thủ quốc gia. Các chức vụ tổng thống của Nauru và tổng thống của Botswana cũng tương tự về mặt này với chức vụ tổng thống của Nam Phi.

## Vai trò
Nguyên thủ quốc gia là vị trí hiến định cao nhất của một quốc gia có chủ quyền. Vai trò của nguyên thủ có thể bao gồm một số hoặc toàn bộ chức năng quyền lực, tuỳ thuộc vào quy định hiến pháp, nhưng không phải lúc nào cũng nắm quyền lực tối cao trong điều hành đất nước. Việc đảm nhận chức vụ này thường được đánh dấu bằng nghi lễ công khai trang trọng như lễ nhậm chức tổng thống hoặc lễ đăng quang quân chủ.

### Vai trò biểu tượng
Nguyên thủ quốc gia ngày nay giữ vai trò quan trọng như biểu tượng sống của nhà nước; trong chế độ quân chủ di truyền, hình ảnh quân chủ biểu trưng cho sự liên tục của quốc gia. Ví dụ, Quân chủ Canada được coi là hiện thân của nhà nước và là biểu tượng của lòng trung thành, sự thống nhất và quyền uy.
Chân dung chính thức của nguyên thủ quốc gia thường được trưng bày tại các cơ quan chính phủ và công trình công cộng, theo truyền thống từ thời trung cổ nhằm củng cố mối liên hệ biểu tượng giữa công chúng và chính quyền. Tuy nhiên, thông lệ này có thể bị lạm dụng, dẫn đến việc nguyên thủ quốc gia trở thành biểu tượng chủ đạo của quốc gia và gây ra hiện tượng sùng bái cá nhân, vượt lên trên các biểu tượng quốc gia khác như quốc kì.
Các hình thức thể hiện phổ biến khác là trên đồng xu, tem bưu chính và các loại tem khác, và tiền giấy, đôi khi chỉ bằng một dòng nhắc đến hoặc chữ kí; và các địa điểm công cộng, đường phố, tượng đài và các thiết chế như trường học được đặt theo tên của các nguyên thủ quốc gia đương nhiệm hoặc tiền nhiệm. Trong các chế độ quân chủ (ví dụ: Bỉ), thậm chí có thể có một thông lệ gán tính từ "hoàng gia" theo yêu cầu dựa trên sự tồn tại trong một số năm nhất định. Tuy nhiên, các kĩ thuật chính trị như vậy cũng có thể được sử dụng bởi các nhà lãnh đạo mà không có cấp bậc chính thức là nguyên thủ quốc gia, ngay cả các lãnh đạo đảng - và các nhà lãnh đạo cách mạng khác mà không có uỷ nhiệm chính thức của nhà nước.
Nguyên thủ quốc gia thường tiếp đón các khách nước ngoài quan trọng, đặc biệt là các nguyên thủ quốc gia đến thăm. Họ đảm nhận vai trò chủ nhà trong chuyến thăm cấp nhà nước, và chương trình có thể bao gồm việc cử hành quốc thiều bởi một ban nhạc quân đội, duyệt đội ngũ quân sự, trao đổi quà tặng chính thức và tham dự quốc yến tại dinh thự chính thức của chủ nhà.
Đối với các nguyên thủ quốc gia không nắm giữ quyền hành pháp, thường có một mức độ kiểm duyệt nhất định từ chính phủ chịu trách nhiệm chính trị (chẳng hạn như người đứng đầu chính phủ). Điều này có nghĩa là chính phủ bí mật phê duyệt chương trình nghị sự và các bài phát biểu, đặc biệt là khi hiến pháp (hoặc luật tục) gánh chịu toàn bộ trách nhiệm chính trị bằng cách trao quyền bất khả xâm phạm cho vương miện (trên thực tế cũng áp đặt sự tước đoạt quyền lực chính trị) như ở Vương quốc Bỉ ngay từ đầu; trong một chế độ quân chủ, điều này thậm chí có thể được mở rộng ở một mức độ nào đó cho các thành viên khác của vương triều, đặc biệt là người thừa kế ngai vàng.
Sau đây là danh sách các ví dụ từ các quốc gia khác nhau về các điều khoản chung trong luật, hoặc chỉ định một chức vụ là nguyên thủ quốc gia hoặc xác định mục đích chung của nó:
Ví dụ 1 (chế độ quân chủ lập hiến): Khoản 1, Điều 56 của Hiến pháp Tây Ban Nha năm 1978 quy định:
Nhà vua là nguyên thủ quốc gia, biểu tượng của sự thống nhất và tính bền vững của quốc gia. Nhà vua phân xử và điều hoà hoạt động thường xuyên của các thiết chế, đảm nhận vai trò đại diện cao nhất của Nhà nước Tây Ban Nha trong quan hệ quốc tế, đặc biệt là với các quốc gia thuộc cộng đồng lịch sử của mình, và thực hiện các chức năng được Hiến pháp và luật pháp trao cho.
Ví dụ 2 (chế độ quân chủ lập hiến vắng mặt): Điều 2 của Đạo luật Hiến pháp New Zealand năm 1986 quy định:
(1) Quốc vương với tư cách là người đứng đầu Nhà nước New Zealand, và sẽ được biết đến bằng tước hiệu và danh xưng hoàng gia được công bố theo từng thời điểm.
(2) Toàn quyền do Quốc vương bổ nhiệm là đại diện của Quốc vương tại New Zealand.
Ví dụ 3 (chế độ quân chủ lập hiến không nắm quyền hành pháp): Điều 1 của Hiến pháp Nhật Bản quy định:
Thiên hoàng là biểu tượng của Nhà nước và của sự thống nhất của Nhân dân, có được vị trí của mình từ ý chí của nhân dân, nơi quyền lực tối cao thuộc về.
Ví dụ 4 (cộng hoà nghị viện): Tiêu đề II, Điều 87 của Hiến pháp Ý quy định:
Tổng thống Cộng hoà là Nguyên thủ quốc gia và đại diện cho sự thống nhất quốc gia.
Ví dụ 5 (cộng hoà nghị viện): Điều 67 của Hiến pháp Iraq năm 2005 quy định:
Tổng thống Cộng hoà là Nnguyên thủ quốc gia và là biểu tượng của sự thống nhất của đất nước và đại diện cho chủ quyền của đất nước. Tổng thống đảm bảo việc tuân thủ Hiến pháp và bảo vệ nền độc lập, chủ quyền, thống nhất và sự an toàn lãnh thổ của Iraq, theo các quy định của Hiến pháp.
Ví dụ 6 (cộng hoà bán tổng thống): Tiêu đề II, Chương I, Điều 120 của Hiến pháp Bồ Đào Nha quy định:
Tổng thống Cộng hoà đại diện cho Cộng hoà Bồ Đào Nha, đảm bảo nền độc lập quốc gia, sự thống nhất của nhà nước và hoạt động đúng đắn của các thiết chế dân chủ, và là ex officio Tổng tư lệnh Lực lượng Vũ trang.
Ví dụ 7 (cộng hoà tổng thống): Chương IV, Mục 1, Điều 66 của Hiến pháp Đại Hàn Dân Quốc quy định:
(1) Tổng thống là nguyên thủ quốc gia và đại diện cho Nhà nước trước các quốc gia nước ngoài.
(2) Tổng thống có trách nhiệm và nghĩa vụ bảo vệ nền độc lập, toàn vẹn lãnh thổ và tính liên tục của Nhà nước và Hiến pháp.
Ví dụ 8 (cộng hoà bán tổng thống): Chương VI, Điều 77 của Hiến pháp Litva quy định:
Tổng thống Cộng hoà là Nnguyên thủ quốc gia.
Tổng thống đại diện cho Nhà nước Litva và thực hiện mọi điều mà Hiến pháp và luật pháp giao phó.
Ví dụ 9 (cộng hoà bán tổng thống): Chương 4, Điều 80, Khoản 1-2 của Hiến pháp Liên bang Nga quy định:
1. Tổng thống Liên bang Nga là nguyên thủ quốc gia.
2. Tổng thống Liên bang Nga là người bảo đảm Hiến pháp Liên bang Nga và các quyền và tự do của con người và công dân. Theo thủ tục được quy định bởi Hiến pháp Liên bang Nga, ông (bà) sẽ áp dụng các biện pháp để bảo vệ chủ quyền của Liên bang Nga, nền độc lập và sự toàn vẹn của Nhà nước, và sẽ đảm bảo sự phối hợp hoạt động và tương tác của các cơ quan chính quyền Nhà nước.

Ví dụ 10 (cộng hoà tổng thống): Mục 87 (Phần thứ hai, Chương 1) của Hiến pháp Argentina quy định rằng:
Quyền hành pháp của Quốc gia sẽ được trao cho một công dân với tước hiệu "Tổng thống của Quốc gia Argentina".

### Vai trò hành pháp
Tại phần lớn các quốc gia, dù là cộng hoà hay quân chủ, quyền hành pháp được trao, ít nhất là trên danh nghĩa, cho nguyên thủ quốc gia. Trong các hệ thống tổng thống, nguyên thủ quốc gia là người đứng đầu hành pháp de facto (trên thực tế). Theo các hệ thống nghị viện, quyền hành pháp được thực thi bởi nguyên thủ quốc gia, nhưng trên thực tế được thực hiện theo lời khuyên của nội các và các bộ trưởng. Điều này tạo ra các thuật ngữ như "Chính phủ của Quốc vương Bệ hạ" và "Chính phủ của Ngài Toàn quyền". Các ví dụ về hệ thống nghị viện trong đó nguyên thủ quốc gia chỉ là người đứng đầu hành pháp trên danh nghĩa bao gồm Úc, Áo, Canada, Đan Mạch, Ấn Độ, Ý, Na Uy, Tây Ban Nha và Vương quốc Anh.
Sau đây là các ví dụ từ hiến pháp của các quốc gia khác nhau, minh hoạ các quy định chung về việc phân bổ quyền hành pháp:
Ví dụ 1 (chế độ quân chủ lập hiến): Theo Điều 12 của Hiến pháp Đan Mạch năm 1953:
Tuân theo các giới hạn được quy định trong Đạo luật Hiến pháp này, Nhà vua có quyền lực tối cao trong tất cả các vấn đề của Vương quốc, và Ngài sẽ thực thi quyền lực tối cao đó thông qua các Bộ trưởng.
Ví dụ 2 (chế độ quân chủ lập hiến vắng mặt): Theo Chương II, Mục 61 của Đạo luật Hiến pháp Khối Thịnh vượng chung Úc năm 1900:
Quyền hành pháp của Khối Thịnh vượng chung được trao cho Nữ vương và được thực thi bởi Toàn quyền với tư cách là đại diện của Nữ vương, và bao gồm việc thi hành và duy trì Hiến pháp này, và luật pháp của Khối Thịnh vượng chung.
Ví dụ 3 (cộng hoà nghị viện): Theo Điều 26 (2) của Hiến pháp Hi Lạp năm 1975:
Quyền hành pháp sẽ được thực thi bởi Tổng thống Cộng hoà và Chính phủ.
Ví dụ 4 (cộng hoà nghị viện): Theo Điều 53 (1) của Hiến pháp Ấn Độ:
Quyền hành pháp của liên bang được trao cho Tổng thống và sẽ được thực thi bởi Tổng thống trực tiếp hoặc gián tiếp thông qua các quan chức cấp dưới theo Hiến pháp.
Ví dụ 5 (cộng hòa bán tổng thống): Theo Chương 4, Điều 80, Khoản 3 của Hiến pháp Nga:
Tổng thống Liên bang Nga, theo Hiến pháp Liên bang Nga và luật liên bang, sẽ xác định các mục tiêu cơ bản của chính sách đối nội và đối ngoại của Nhà nước.
Ví dụ 6 (cộng hoà tổng thống): Theo Tiêu đề IV, Chương II, Mục I, Điều 76 của Hiến pháp Brazil:
Quyền hành pháp được thực thi bởi Tổng thống Cộng hoà, với sự hỗ trợ của các Bộ trưởng Quốc gia.
Ví dụ 7 (cộng hoà tổng thống): Điều 2, Mục 1 của Hiến pháp Hoa Kỳ quy định:
Quyền hành pháp sẽ được trao cho một Tổng thống Hợp chúng quốc Hoa Kỳ.
Một số ít trường hợp ngoại lệ mà nguyên thủ quốc gia thậm chí không phải là người đứng đầu hành pháp trên danh nghĩa - và nơi quyền hành pháp tối cao theo hiến pháp được trao một cách rõ ràng cho một nội các - bao gồm Cộng hoà Séc, Ireland, Israel, Nhật Bản và Thuỵ Điển.

### Vai trò ngoại giao
Mặc dù nhiều hiến pháp, đặc biệt là từ thế kỉ 19 trở về trước, không đề cập rõ ràng đến nguyên thủ quốc gia theo nghĩa chung được sử dụng trong một số hiệp ước quốc tế ngày nay, các chức danh tương ứng với vị trí này vẫn được các quốc gia khác công nhận là nguyên thủ quốc gia. Trong chế độ quân chủ, nhà vua/nữ vương thường được hiểu là nguyên thủ quốc gia. Công ước Viên về Quan hệ Ngoại giao, được xây dựng dựa trên tập quán lâu đời, hoạt động dựa trên tiền đề rằng người đứng đầu phái bộ ngoại giao (ví dụ: đại sứ hoặc khâm sứ) của quốc gia cử đi được uỷ nhiệm cho nguyên thủ quốc gia của quốc gia tiếp nhận.
Nguyên thủ quốc gia uỷ nhiệm (tức là chính thức phê chuẩn) các đại sứ của nước mình (hoặc những người đứng đầu phái bộ ngoại giao tương đương hiếm hơn, chẳng hạn như cao uỷ hoặc khâm sứ Toà Thánh) thông qua việc gửi thư uỷ nhiệm chính thức (và Thư triệu hồi khi kết thúc nhiệm kì) cho các nguyên thủ quốc gia khác và ngược lại, nhận thư từ các đối tác nước ngoài của họ. Nếu không có sự uỷ nhiệm đó, người đứng đầu phái bộ ngoại giao không thể đảm nhận vai trò của mình và nhận được vị thế ngoại giao cao nhất. Vai trò của nguyên thủ quốc gia về vấn đề này được pháp điển hoá trong Công ước Viên về Quan hệ Ngoại giao năm 1961, mà tính đến năm 2017 đã có 191 quốc gia có chủ quyền phê chuẩn.
Tuy nhiên, có những điều khoản trong Công ước Vienna rằng một đại diện ngoại giao cấp thấp hơn, chẳng hạn như một đại biện lâm thời, được công nhận bởi bộ trưởng bộ ngoại giao (hoặc tương đương). 

### Vai trò quân sự
Với tư cách là người nắm giữ quyền hành pháp tối cao, nguyên thủ quốc gia thường được hiến định hoặc theo thông lệ được xác định là Tổng tư lệnh (Commander-in-Chief) của lực lượng vũ trang (Armed Forces) quốc gia, nắm giữ vị trí cao nhất trong hệ thống chỉ huy quân sự (military chains of command).
Trong các thể chế quân chủ lập hiến hoặc cộng hoà nghị viện, nguyên thủ quốc gia, trên phương diện de jure (pháp lí), có thể nắm giữ quyền chỉ huy tối cao đối với lực lượng vũ trang. Tuy nhiên, theo thông lệ (quy ước bất thành văn) hoặc quy định pháp luật thành văn, việc thực thi quyền lực này thường được thực hiện theo sự tư vấn của các bộ trưởng có trách nhiệm, dẫn đến việc quyền quyết định de facto (trên thực tế) về các hoạt động quân sự thuộc về một cơ quan/cá nhân khác. Bất kể quyền lực thực tế ra sao, nguyên thủ quốc gia vẫn đảm nhiệm các nghi lễ liên quan đến lực lượng vũ trang và đôi khi xuất hiện trong quân phục, đặc biệt phổ biến trong các chế độ quân chủ, nơi phối ngẫu của quân chủ và các thành viên hoàng tộc cũng có thể mặc trang phục tương tự. Đây thường là dịp duy nhất nguyên thủ của một quốc gia dân chủ ổn định xuất hiện trong trang phục quân sự đối với quân đội.
Trong các chế độ độc tài quân sự hoặc các chính phủ được thiết lập thông qua đảo chính quân sự (coups d'état), vị trí Tổng tư lệnh (commander-in-chief) mang tính chất đương nhiên, do toàn bộ quyền lực trong thể chế này đều xuất phát từ việc sử dụng sức mạnh quân sự. Trong một số trường hợp, khoảng trống quyền lực phát sinh từ chiến tranh có thể tạo điều kiện cho nguyên thủ quốc gia vượt ra khỏi khuôn khổ vai trò hiến định thông thường.

### Vai trò lập pháp
Theo thông lệ, nguyên thủ quốc gia, đặc biệt trong các hệ thống nghị viện, như một phần của vai trò mang tính biểu tượng, sẽ đảm nhiệm việc khai mạc các kỳ họp thường niên của cơ quan lập pháp. Ví dụ điển hình là lễ khai mạc quốc hội (state opening of parliament) với bài phát biểu từ ngai vàng (speech from the throne) tại Vương quốc Anh. Ngay cả trong các hệ thống tổng thống, nguyên thủ quốc gia cũng thường trình bày báo cáo chính thức trước cơ quan lập pháp về tình hình đất nước, chẳng hạn như thông điệp liên bang (state of the union address) tại Hoa Kỳ, hay thông điệp quốc gia (state of the nation address) tại Cộng hoà Nam Phi.
Tại phần lớn các quốc gia, quy định chung là mọi dự luật được thông qua bởi một hoặc cả hai viện của cơ quan lập pháp đều cần được nguyên thủ quốc gia ký ban hành để chính thức có hiệu lực pháp luật. Ở một số quốc gia, ví dụ như Vương quốc Anh, Vương quốc Bỉ và Cộng hoà Ireland, nguyên thủ quốc gia trên danh nghĩa được xem là một bộ phận cấu thành của cơ quan lập pháp. Tuy nhiên, trong đa số các hệ thống nghị viện, nguyên thủ quốc gia thường không có quyền phủ quyết việc kí ban hành dự luật đã được nghị viện thông qua; hành động kí phê chuẩn (assent) của nguyên thủ quốc gia chủ yếu mang tính hình thức, xác nhận rằng dự luật đã được thông qua theo đúng trình tự và thủ tục luật định. Hành động kí ban hành dự luật thành luật một cách chính thức được gọi là sự công bố luật (promulgation). Tại các quốc gia quân chủ, thủ tục này đôi khi được gọi là sự phê chuẩn của hoàng gia (royal assent).
Trong một số hệ thống nghị viện, nguyên thủ quốc gia vẫn được trao một số quyền hạn nhất định mang tính tuỳ nghi liên quan đến các dự luật. Các quyền này bao gồm: Quyền phủ quyết dự luật cho đến khi cơ quan lập pháp (thông qua các viện) xem xét lại và thông qua lần thứ hai; quyền trì hoãn việc kí ban hành dự luật; hoặc quyền đình chỉ dự luật vô thời hạn (thường thấy ở các quốc gia còn duy trì đặc quyền hoàng gia, tuy nhiên quyền này rất hiếm khi được sử dụng); quyền chuyển dự luật đến toà án để thẩm định tính hợp hiến; hoặc quyền đưa dự luật ra trưng cầu dân ý.
Trong trường hợp nguyên thủ quốc gia đồng thời nắm giữ vị trí người đứng đầu cơ quan hành pháp, họ có khả năng kiểm soát về mặt chính trị các biện pháp hành pháp cần thiết để triển khai luật. Nếu thiếu các biện pháp này, luật đã được công bố có thể không được thực thi trên thực tế, thậm chí có thể bị bỏ quên trong nhiều năm hoặc vĩnh viễn.

### Triệu tập và giải tán cơ quan lập pháp
Nguyên thủ quốc gia thường được trao quyền triệu tập và giải tán cơ quan lập pháp quốc gia. Trong phần lớn các hệ thống nghị viện, quyền này thường được thực hiện theo đề nghị của người đứng đầu chính phủ. Tuy nhiên, ở một số hệ thống nghị viện và một số hệ thống tổng thống, nguyên thủ quốc gia có thể thực hiện quyền này một cách độc lập. Một số quốc gia quy định nhiệm kì cố định cho cơ quan lập pháp, không cho phép tổ chức bầu cử trước thời hạn (ví dụ, Điều II, Mục 3 của Hiến pháp Hoa Kỳ). Ở các hệ thống khác, mặc dù thường có nhiệm kì cố định, nguyên thủ quốc gia vẫn có thẩm quyền giải tán cơ quan lập pháp trong những tình huống nhất định. Khi người đứng đầu chính phủ mất tín nhiệm tại cơ quan lập pháp, một số nguyên thủ quốc gia có thể từ chối yêu cầu giải tán cơ quan lập pháp, qua đó buộc người đứng đầu chính phủ phải từ chức.
Trong thể chế cộng hoà, nguyên thủ quốc gia ngày nay thường được gọi là tổng thống, tuy nhiên, một số quốc gia đã hoặc đang sử dụng các tước hiệu khác. Các tước hiệu phổ biến được sử dụng trong các chế độ quân chủ bao gồm Hoàng đế/Hoàng hậu hoặc Quốc vương/Nữ vương, bên cạnh đó còn có nhiều tước hiệu khác như Đại Công tước, Vương công, Tiểu vương (Emir) và Sultan.
Mặc dù tước hiệu "tổng thống" và các tước hiệu trong chế độ cộng hoà là phổ biến nhất cho vị trí nguyên thủ quốc gia, ở một số chế độ mang đậm tính dân tộc chủ nghĩa, nhà lãnh đạo có thể áp dụng, một cách chính thức hoặc de facto (trên thực tế), một danh xưng riêng biệt, thường mang nghĩa "lãnh tụ" trong ngôn ngữ bản địa. Ví dụ điển hình là trường hợp của Adolf Hitler, người đứng đầu duy nhất của Đảng Công nhân Đức Quốc gia Xã hội chủ nghĩa (Đảng Quốc xã), đồng thời kiêm nhiệm cả chức vụ nguyên thủ quốc gia và người đứng đầu chính phủ Đức từ năm 1934 đến 1945, với danh xưng "Führer" (nghĩa là "Lãnh tụ").

### Các trường hợp tạm quyền và ngoại lệ
Trong trường hợp nguyên thủ quốc gia không thể thực hiện nhiệm vụ vì bất kì lí do nào, các quy định hiến pháp thường cho phép chuyển giao tạm thời quyền hạn cho một cá nhân hoặc một tập thể được chỉ định. Trong các nền cộng hoà, tuỳ thuộc vào quy định của hiến pháp hoặc các biện pháp ứng phó được đưa ra, người tạm thời đảm nhận vai trò này có thể là phó tổng thống, người đứng đầu chính phủ, cơ quan lập pháp hoặc chủ tịch cơ quan lập pháp. Trong các chế độ quân chủ, vai trò này thường được giao cho một nhiếp chính hoặc một hội đồng nhiếp chính. Ví dụ, tại Hoa Kỳ, Phó Tổng thống sẽ hành động trong trường hợp tổng thống mất năng lực hành vi, trong khi tại Vương quốc Anh, quyền lực của Quân chủ có thể được uỷ quyền cho các cố vấn nhà nước khi Quân chủ ở nước ngoài hoặc không thể thực hiện nhiệm vụ. Đáng chú ý, cả hai đồng nguyên thủ của Andorra đều không cư trú tại quốc gia này; mỗi người được đại diện bởi một đại biểu, mặc dù các đại biểu này không mang tước hiệu chính thức.
Trong những tình huống đặc biệt như chiến tranh, bị chiếm đóng, cách mạng hoặc đảo chính, các thiết chế hiến pháp, bao gồm cả vị trí nguyên thủ quốc gia (vốn mang ý nghĩa biểu tượng quan trọng), có thể bị suy yếu thành hình thức hoặc bị đình chỉ hoạt động để nhường chỗ cho một thiết chế khẩn cấp (ví dụ như chế độ độc tài theo kiểu La Mã cổ đại) hoặc bị xoá bỏ bởi một chính quyền "lâm thời" mới, chẳng hạn như một tập thể kiểu junta, hoặc bị loại bỏ bởi lực lượng chiếm đóng, ví dụ như một thống đốc quân sự (một ví dụ thời kỳ đầu là Harmost của Sparta).

### Người đứng đầu chung của nhiều quốc gia
Trong giai đoạn đầu của thời kì cận đại ở châu Âu, một cá nhân thường đồng thời là quân chủ của nhiều quốc gia độc lập. Thuật ngữ chế độ quân chủ hỗn hợp (composite monarchy) được sử dụng để mô tả các trường hợp mà các quốc gia này được cai trị hoàn toàn riêng biệt. Trong các thuật ngữ đương thời, liên minh cá nhân (personal union) thể hiện sự phối hợp giữa các chính phủ ít hơn so với liên minh thực sự (real union). Một ví dụ hiện tại là một trong hai đồng nguyên thủ của Andorra đồng thời là Tổng thống Pháp.
Cần phân biệt các hình thức liên minh này với các thực thể siêu quốc gia (supranational entities). Các thực thể siêu quốc gia không phải là quốc gia và không được định nghĩa bởi một chế độ quân chủ chung, mặc dù chúng có thể (hoặc không) có một chức vụ cao nhất mang tính biểu tượng, chủ yếu là về mặt nghi lễ, ví dụ như chức danh Người đứng đầu Khối Thịnh vượng chung (hiện do Quân chủ Anh nắm giữ, nhưng không được quy định pháp lí dành riêng cho Quân chủ Anh) hoặc chức danh Người đứng đầu Liên minh Ả Rập (tồn tại từ ngày 14 tháng 2 đến ngày 14 tháng 7 năm 1958, do Vua Iraq nắm giữ trong thời gian tồn tại ngắn ngủi của liên bang Hashemite giữa Iraq và Jordan).

### CácVương quốc Thịnh vượng chung
Các quốc gia Vưong quốc Thịnh vượng chung (Commonwealth realms) có chung một quân chủ, hiện tại là Vua Charles III. Tại các quốc gia này, ngoại trừ Vương quốc Anh, một Toàn quyền (Governor-general) được bổ nhiệm bởi Quân chủ, thường theo đề nghị của thủ tướng của quốc gia đó (tuy nhiên, đôi khi việc bổ nhiệm dựa trên kết quả bỏ phiếu của nghị viện quốc gia, như trường hợp của Papua New Guinea và Quần đảo Solomon). Toàn quyền đóng vai trò là đại diện của Quân chủ và thực thi hầu hết các đặc quyền hoàng gia theo thẩm quyền hiến định. Tại Úc, Vua Charles III thường được coi là nguyên thủ quốc gia, do Toàn quyền và các Thống đốc bang được xác định là "đại diện" của ông. Tuy nhiên, do Toàn quyền thực hiện hầu hết các chức năng vương thất cấp quốc gia, trong các cuộc thảo luận chính trị và trên truyền thông,  Toàn quyền đôi khi được nhắc đến như là nguyên thủ quốc gia. Một sự không chắc chắn tương tự, dù ở mức độ thấp hơn, cũng tồn tại ở Canada về việc ai—Quân chủ, Toàn quyền, hay cả hai—nên được coi là nguyên thủ quốc gia. New Zealand, Papua New Guinea và Tuvalu đều quy định rõ ràng rằng Quân chủ là nguyên thủ quốc gia của họ (mặc dù hiến pháp của Tuvalu nêu rõ "bất kì tham chiếu nào trong luật pháp đến Nnguyên thủ quốc gia cũng bao gồm tham chiếu đến Toàn quyền"). Trong các chuyến thăm cấp nhà nước và chính thức, các Toàn quyền thường được đối xử như nguyên thủ quốc gia; tại Liên hợp quốc, họ được hưởng quy chế nguyên thủ quốc gia bên cạnh Quân chủ.

## Tính hợp pháp
Chức vụ nguyên thủ quốc gia có thể được thiết lập theo nhiều cách khác nhau và dựa trên nhiều nguồn tính hợp pháp khác nhau.

### Thông qua hư cấu hay thông qua sắc lệnh
Quyền lực có thể xuất phát từ vũ lực, nhưng tính chính danh chính thức thường được thiết lập, thậm chí thông qua các tuyên bố kế thừa mang tính hư cấu (ví dụ: Tuyên bố giả mạo về dòng dõi từ một triều đại trước đó). Đã có những trường hợp chủ quyền được trao thông qua hành động có chủ ý, ngay cả khi đi kèm với các quy tắc kế vị (như trong trường hợp phân chia triều đại). Các sự trao quyền chủ quyền như vậy thường mang tính ép buộc, phổ biến trong bối cảnh tự quyết được trao sau các cuộc nổi dậy dân tộc chủ nghĩa. Một ví dụ điển hình là vị vua cuối cùng của triều đại Attalid thuộc Vương quốc Pergamon thời Hi Lạp hoá, người đã thông qua di chúc để lại lãnh thổ của mình cho Rome nhằm tránh một cuộc chinh phục thảm khốc.

### Theo sự sắp đặt củaChúa
Dưới chế độ thần quyền, địa vị thần thánh được công nhận chuyển hoá thành quyền lực trần thế dựa trên luật thần thánh, có thể biểu hiện dưới dạng quyền lực tối cao của thần thánh đứng trên nhà nước, tạo công cụ ảnh hưởng chính trị cho giới giáo sĩ. Sự phân chia quyền lực thần quyền có thể gây tranh cãi, như trong cuộc xung đột bổ nhiệm giữa Giáo hoàng và Hoàng đế La Mã Thần thánh, khi quyền lực thế tục tìm cách kiểm soát việc bổ nhiệm các giáo sĩ chủ chốt nhằm đảm bảo sự ủng hộ của quần chúng, qua đó củng cố tính chính danh của mình bằng cách kết hợp nghi thức xức dầu trong lễ đăng quang.

### Bằng bầu cử
Việc bầu cử thường là phương thức hiến định để lựa chọn nguyên thủ quốc gia tại các nước cộng hoà và một số chế độ quân chủ, thông qua hình thức trực tiếp (phổ thông đầu phiếu), gián tiếp (do cơ quan lập pháp hoặc đại cử tri đoàn như Hệ thống Đại cử tri Hoa Kỳ thực hiện), hoặc như một đặc quyền độc tôn. Đặc quyền này cho phép nguyên thủ các quốc gia quân chủ thành viên trong liên bang tự bầu ra nguyên thủ liên bang, điển hình như Các Tiểu vương quốc Ả Rập Thống nhất và Malaysia – nơi Hội đồng Tôn vương gồm quân chủ các bang bầu Tổng thống và Quốc vương. Tương tự, Giáo hoàng – nguyên thủ Vatican – được Hồng y đoàn (gồm các hồng y dưới 80 tuổi do tiền nhiệm bổ nhiệm) bầu chọn thông qua mật nghị Hồng y.

## Một số danh xưng Việt dùng để chỉ vị trí Nguyên thủ quốc gia
| Từ Việt                           | Hán-Nôm          | Từ nguyên | Đối tượng hướng đến |
| --------------------------------- | ---------------- | --- | --- |
| Tổng thống                        | 総統             | President (tiếng Anh); Président (tiếng Pháp); 總統 (tiếng Trung)                                                                              | Nguyên thủ chính thể Cộng hoà nhưng không phải do Đảng Cộng sản nắm quyền                                                                                               |
| Chủ tịch nước                     | 主席渃           | President (tiếng Anh), Président (tiếng Pháp), 主席 (tiếng Trung)                                                                              | Nguyên thủ các nước do Đảng Cộng sản nắm quyền |
| Chủ tịch Hội đồng Nhà nước        | 主席會同茹渃     | Chairman of the State Council (tiếng Anh); Président du Conseil d'État (tiếng Pháp); 國務委員會主席 (tiếng Trung)                              | Chức danh trong lịch sử tương đương với "Chủ tịch nước" |
| Quốc trưởng                       | 國長             | Chief /Head of State (tiếng Anh); Chef de l'État (tiếng Pháp); 元首 (tiếng Trung)                                                              | Danh xưng gọi lãnh đạo của một số chế độ nhà nước trong lịch sử hiện nay không còn dùng (Quốc trưởng Hitler của Đức Quốc xã, Quốc trưởng Bảo Đại của Quốc gia Việt Nam) |
| Chủ tịch Ủy ban Lãnh đạo Quốc gia | 主席委班領導國家 | President of National Management Committee (tiếng Anh); Président du comité national de gestion (tiếng Pháp); 國家領導委員會主席 (tiếng Trung) | Chức danh nguyên thủ tại Việt Nam Cộng hoà 1965-1967 |
| Quốc vương                        | 國王             | King (tiếng Anh); Roi (tiếng Pháp); 國王 (tiếng Trung)                                                                                         | Nguyên thủ chính thể Quân chủ là Nam giới |
| Hoàng đế                          | 皇帝             | Emperor (tiếng Anh); Empereur (tiếng Pháp); 皇帝 (tiếng Trung)                                                                                 | Nguyên thủ chính thể Quân chủ là Nam giới |
| Nữ hoàng                          | 女皇             | Empress (tiếng Anh); Impératrice (tiếng Pháp); 女皇 (tiếng Trung)                                                                              | Nguyên thủ chính thể Quân chủ là Nữ giới |
| Nữ vương                          | 女王             | Queen (tiếng Anh); Reine (tiếng Pháp); 女王 (tiếng Trung)                                                                                      | Nguyên thủ chính thể Quân chủ là Nữ giới |
| Toàn quyền                        | 全權             | Governor General (tiếng Anh); Gouverneur général (tiếng Pháp) 总督 (tiếng Trung)                                                               | Đại diện của vua/nữ vương Anh tại các nước trong Khối Thịnh vượng chung Anh, người đứng đầu một thuộc địa có chủ quyền                                                  |
| Giáo hoàng                        | 教皇             | Pope (tiếng Anh); Pape (tiếng Pháp); 教宗 (tiếng Trung)                                                                                        | Người đứng đầu của toàn Giáo hội Công giáo Rôma và là người đứng đầu quốc gia Vatican                                                                                   |
| Sa hoàng                          | 紗皇             | Tsar (tiếng Anh, tiếng Pháp), Car (tiếng Serbia); Цар (tiếng Bulgaria, tiếng Ukraina) và Царь (tiếng Nga)                                      | Danh hiệu của các hoàng đế Nga, Bulgaria, Serbia và Gruzia trong một giai đoạn lịch sử nhất định, có nguồn gốc từ chức Caesar của các Hoàng đế La Mã;                   |
| Thiên hoàng hay Nhật hoàng        | 天皇咍日皇       | 天皇 tennō (tiếng Nhật) | Danh hiệu của các hoàng đế Nhật Bản |
| Đại công tước                     | 大公爵           | Grand Duke (tiếng Anh); Grand-Duc (tiếng Pháp)                                                                                                 | Nguyên thủ Đại công quốc Luxembourg |
| Thân vương                        | 親王             | Prince (tiếng Anh, tiếng Pháp); Fürst (tiếng Đức)                                                                                              | Nguyên thủ Thân vương quốc Monaco, Liechtenstein, Andorra |

Ngoài ra còn một số danh xưng nguyên thủ được xem là tương đương với danh hiệu Hoàng đế, như:
- Sultan = Vua Thổ Nhĩ Kỳ, vua ở một số nước Hồi giáo;
- Emir = Tiểu vương (Hồi giáo);
- Shah = Vua Ba Tư;
- Padishah = Vua Ba Tư, vua Thổ Nhĩ Kỳ;
- Kaiser = Danh hiệu của các Hoàng đế La Mã Thần thánh, cũng như các Hoàng đế Áo và Hoàng đế Đức sau này;[8]

Và 2 danh hiệu dành cho 2 nhà độc tài ở châu Âu:
- Führer = (chỉ dùng cho Hitler);
- Duce (chỉ dùng cho Mussolini);

## Các vị nguyên thủ trên thế giới
Để tra cứu nhanh các vị nguyên thủ đương nhiệm, xin xem Danh sách lãnh tụ quốc gia.
Để tra cứu về các vị cựu nguyên thủ, xin xem danh sách theo từng nước, thí dụ:
- Anh: Quân chủ Anh
- Ấn Độ: Tổng thống Ấn Độ
- Campuchia: Quốc vương Campuchia
- Canada: Toàn quyền Canada
- Đức: Tổng thống Đức
- Hàn Quốc: Tổng thống Hàn Quốc
- Việt Nam: Chủ tịch nước Việt Nam
- Hoa Kỳ: Tổng thống Hoa Kỳ
- Nga: Tổng thống Nga
- Nhật Bản: Thiên hoàng Nhật Bản
- Pháp: Tổng thống Pháp
- Úc: Toàn quyền Úc